# Lentia 2000

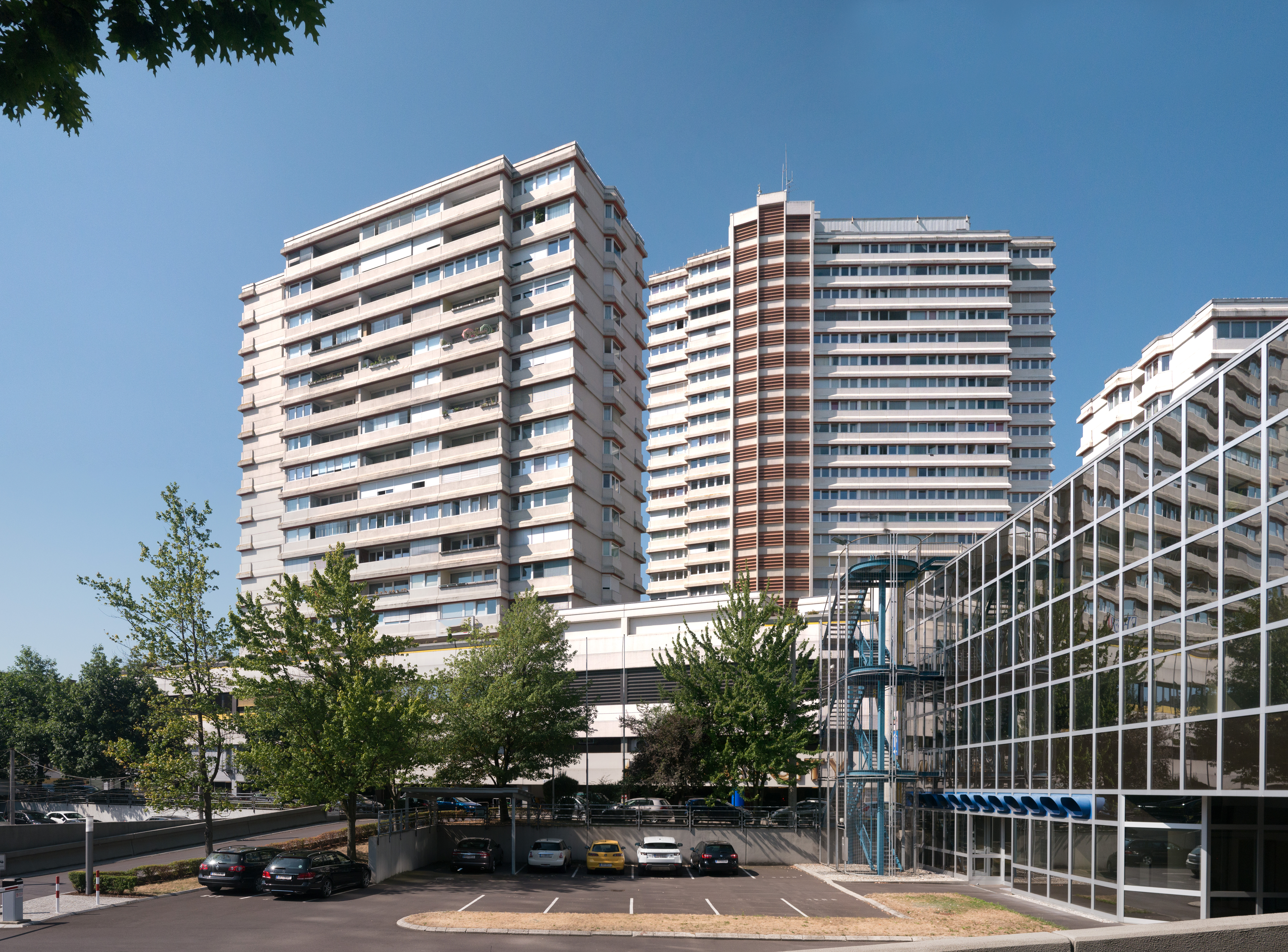
Die zwei höchsten Türme in der Ostansicht

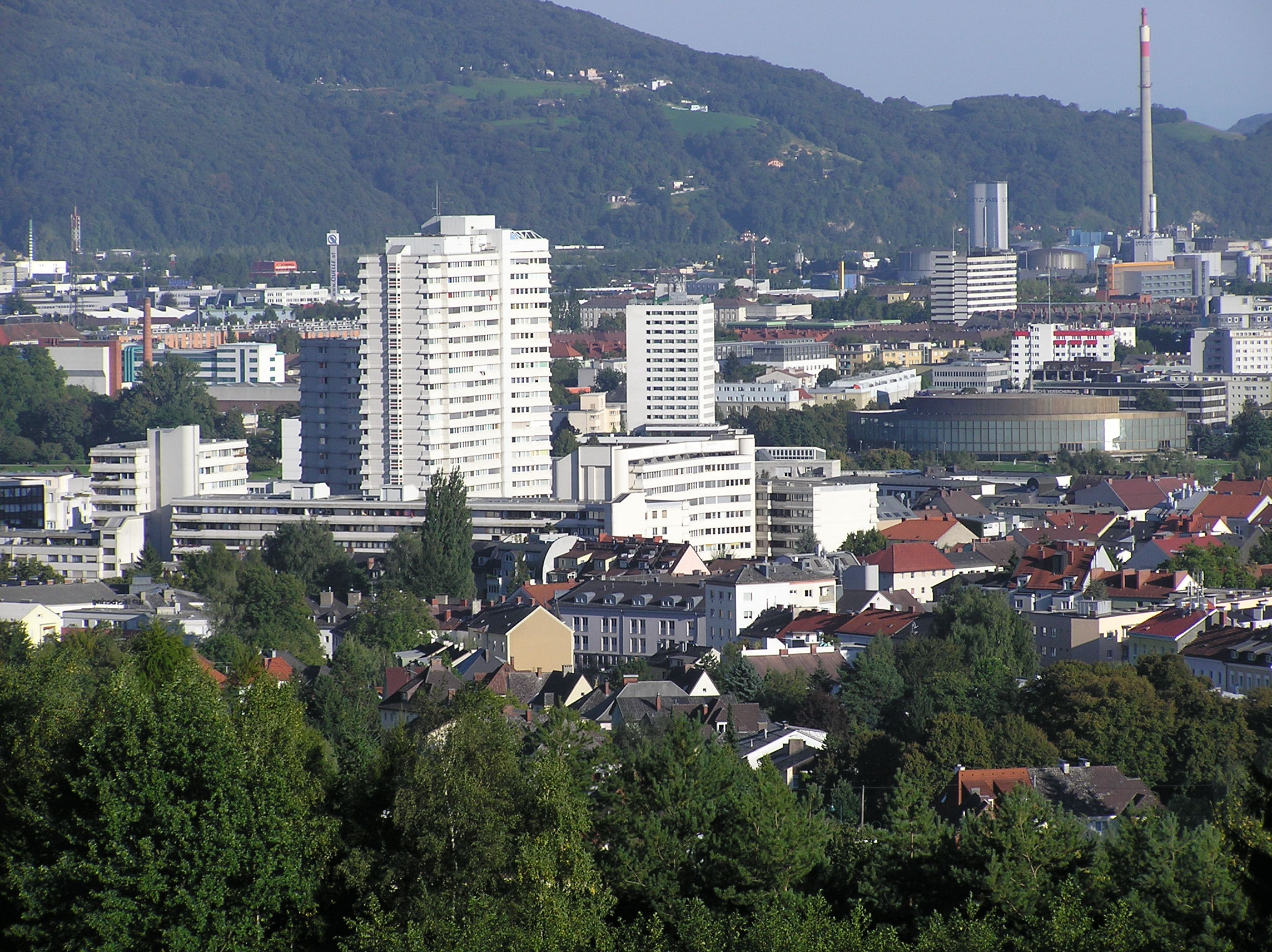
Blick vom Pösmayersteig auf den Lentia-Komplex

Das Lentia 2000 ist ein Gebäudekomplex, der in den Jahren 1973 bis 1977 als Mischkomplex im Linzer Stadtteil Urfahr errichtet und von 2007 bis 2010 erweitert wurde. Es ist nach dem römischen Kastell Lentia benannt. Die etwa fünfeckige Grundfläche des Komplexes beträgt 6.760 m². Architekt war der Linzer Heinz Stögmüller, welcher fast ausschließlich in Linz tätig war und ist.
Der damals wegen seines Erscheinungsbildes umstrittene Komplex beinhaltet 470 Wohnungen, eine Tiefgarage mit drei Ebenen, viele Geschäfte und Büros sowie eine Berufsbildende höhere Schule. Der Bau kam aufgrund der hohen Wohnraumnachfrage Ende der 1960er-Jahre zustande, da der Komplex vergleichsweise schnell und billig viel Wohnraum zur Verfügung stellen konnte. Der Bauplatz zwischen Schmiedegasse und Blütenstraße wurde frei, als die bisher dort ansässige Großtischlerei Schaffer einem Brand zum Opfer fiel.
Seit der großzügigen Erweiterung 2010 heißt die Geschäftspassage Lentia City.

## Eigentümerstruktur und Verwaltung
Die Wohnungen im Lentia 2000 sind Eigentumswohnungen, sodass sich durch die Mischung von privaten und geschäftlichen Eigentümern komplizierte Eigentumsverhältnisse ergeben. Um die Interessen der privaten Eigentümer zu koordinieren, wurde ein eigener Verein gegründet, der unter anderem bei Baufragen als Ansprechpartner auftritt. Der Initiative dieses Vereins ist es zu verdanken, dass nach jahrelangen Streitigkeiten um die Sanierung der Fassade und der Tiefgarage Ende 1997 die ÖVP-nahe Gesellschaft Wohnungsfreunde die Hausverwaltung des Lentia 2000 zurücklegte, so dass die notwendige Sanierung durchgeführt werden konnte.
Ab 1998 wurde das Lentia 2000 von der zur Raiffeisengruppe gehörenden Gesellschaft für den Wohnungsbau (GWB) verwaltet. Nach einer geplanten Fusion GWB-Wohnungsfreunde wechselten die Eigentümer 2010 zur Hausverwaltung der Gesellschaft für Stadterneuerung und Assanierung (GSA). Seit 1. Jänner 2015 obliegt die Verwaltung der Gemeinnützigen Vermietungs- und Verwaltungsgesellschaft m.b.H. (gvvg), einer Lawog-Tochter.

## Gebäudeaufbau

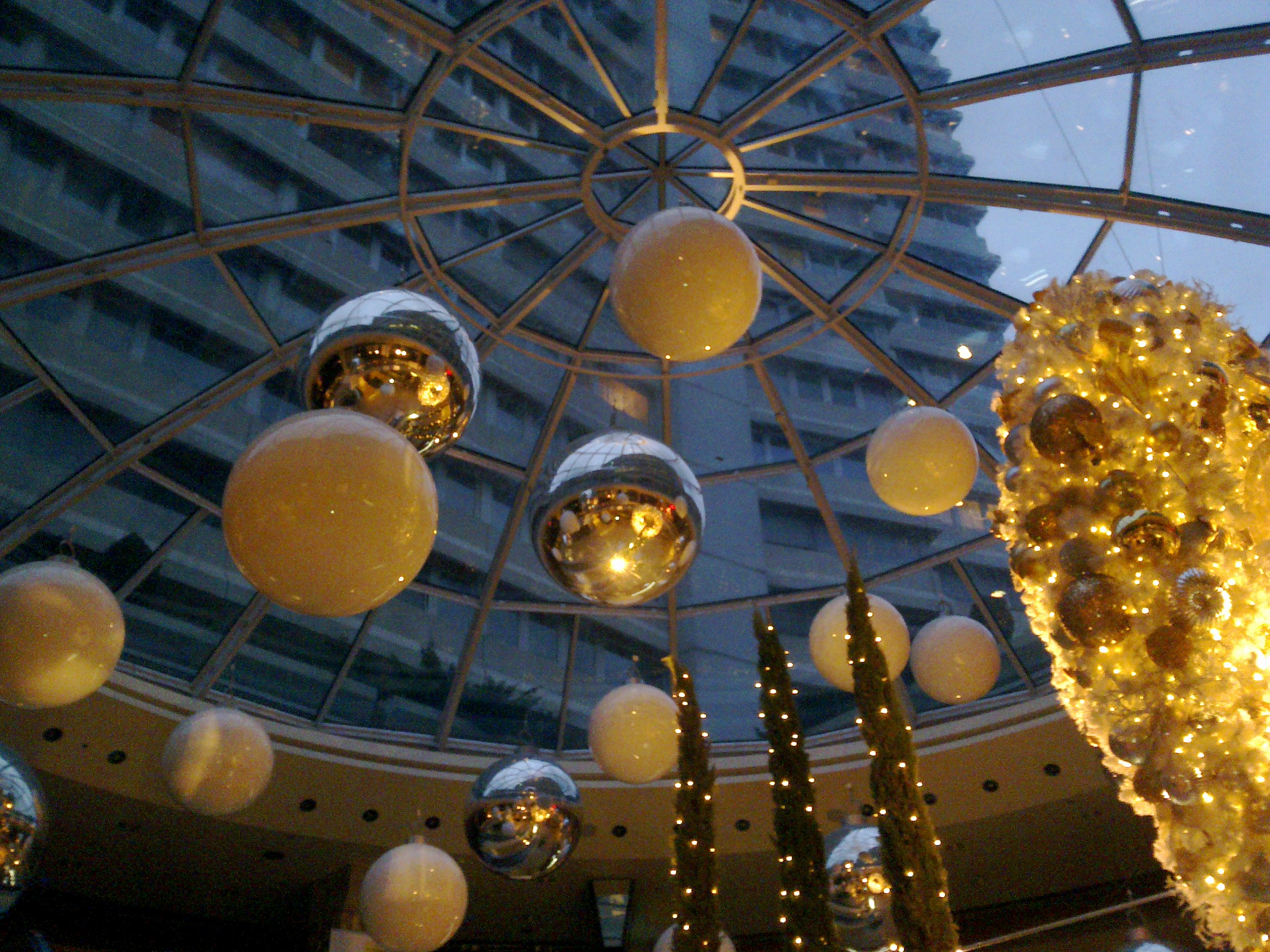
Blick von der Einkaufsstraße auf den Weihnachtsschmuck und einen der Wohntürme

Im Erdgeschoß befindet sich auf der gesamten Grundfläche seit 1979 eine Geschäftspassage mit einem großen Supermarkt und zahlreichen anderen Geschäften und einem Postamt. 2007 wurde mit der Erneuerung und Erweiterung der Geschäftspassage zur Lentia City begonnen.
In der zweiten Etage des Lentia 2000 befinden sich großteils Büros. Von 1979 bis zur Fertigstellung des Lentos im Jahre 2003 befanden sich auch die Ausstellungsräume der Neuen Galerie der Stadt Linz im Komplex, in der Etage über den Läden. Diese Räumlichkeiten werden nunmehr als Geschäftsflächen genützt. Über dem zweiten Obergeschoß befindet sich eine begehbare Gartenebene mit kleineren Grünflächen und den Zugangswegen zu den Wohngebäuden.
Unter der Erde befinden sich zwei Tiefgaragen. Eine mit etwa 450 Stellplätzen auf drei Ebenen ist für die Kunden der Geschäftspassage gedacht; die andere (mit zwei Ebenen) gehört hauptsächlich den Eigentümern der 470 Wohnungen.
Das höchste Gebäude (Blütenstraße 23) weist eine Höhe von 59 Metern und 21 Etagen auf. Das zweithöchste (Blütenstraße 21) besitzt 13 Etagen und eine Höhe von 36 Metern. Die restlichen Gebäude sind zwischen vier und acht Etagen hoch und sind rahmenförmig um die zwei höchsten Gebäude angesiedelt.
Der gesamte Komplex kann mit Rollstühlen befahren werden.

## Einkaufszentrum

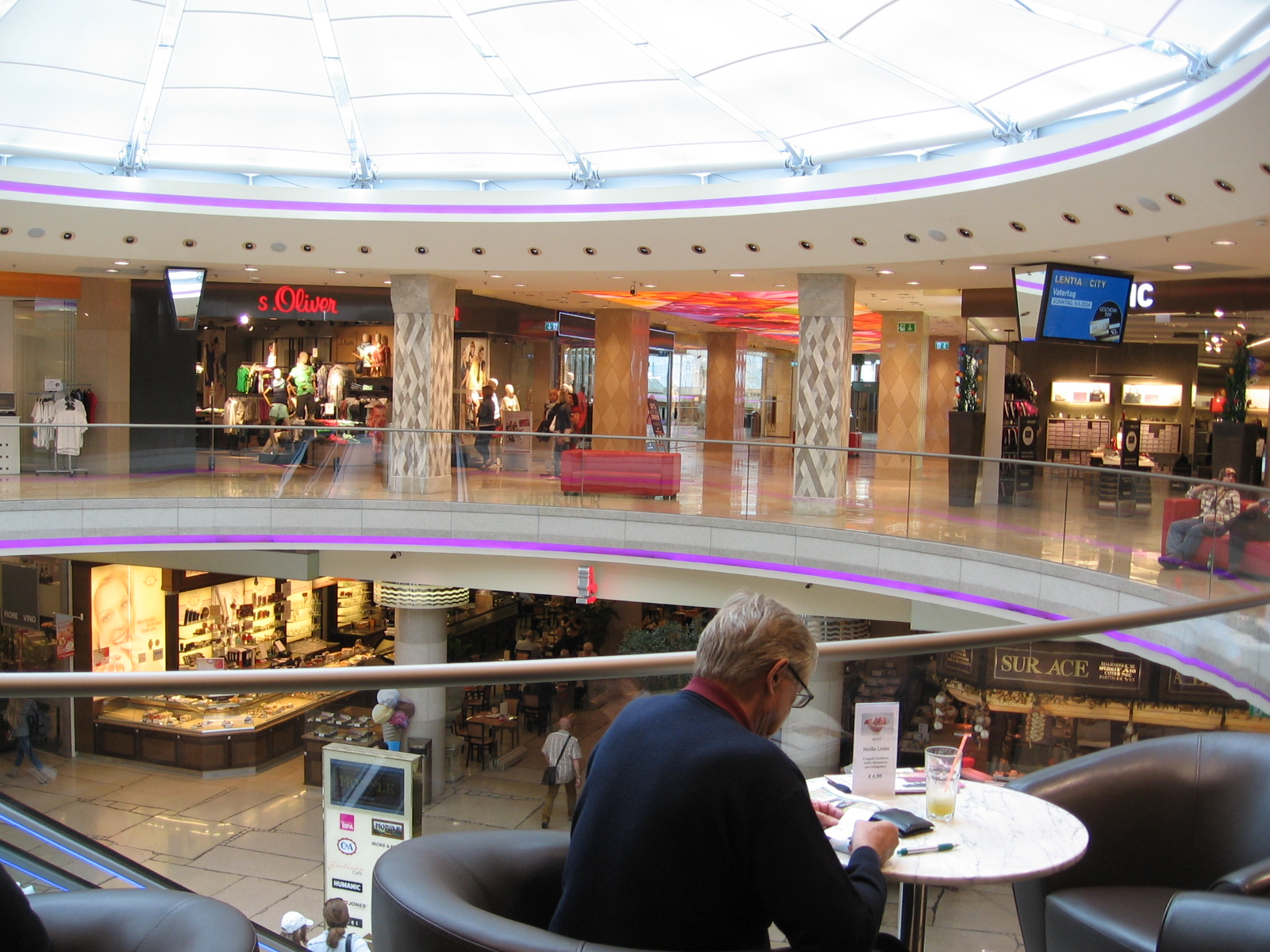
Das Einkaufszentrum nach der Erweiterung

Die Geschäftspassage war ursprünglich im Besitz der damaligen Hausverwaltung Wohnungsfreunde und wurde später an das Benediktinerstift Admont verkauft. Ab 1996 wurde ein großer Teil der Geschäftsfläche von PlusCity-Chef Ernst Kirchmayr für die Kirchmayr & Pfeiffer GmbH aufgekauft. Ziel war von Anfang an, die Geschäftspassage nach dem Vorbild der PlusCity in Pasching zu gestalten und bis zur Hauptstraße auszubauen.
Mit dem Umbau konnte lange nicht begonnen werden, da ein einziger der 600 Miteigentümer des Lentia 2000 die Zustimmung verweigerte. Kirchmayr zog daher vor Gericht, wobei sich herausstellte, dass dieser Miteigentümer ein Strohmann des Gründers der Kirchmayr-Konkurrenz UNO Shopping Leonding, Josef Handlbauer, war. Bei der Gerichtsverhandlung im Februar 2006 entschied das Gericht, dass die Blockade des Ausbaus ein Rechtsmissbrauch sei und die Ausbaupläne verwirklicht werden dürfen.
Seit Sommer 2007 waren die Umbauarbeiten im Gange, ein erster Teilabschnitt konnte Ende November 2007 eröffnet werden. Der Ausbau zur Hauptstraße wurde 2009–2010 erbaut; dabei wurde die Zahl der Parkplätze für Besucher des Einkaufszentrums auf 460 erhöht. Die Eröffnung erfolgte am 18. November 2010.
Derzeit (2014) befinden sich 55 Geschäfte und gastronomische Lokale im Lentia City, auf zwei Ebenen. Die Tiefgarage steht Besuchern 2 Stunden lang kostenlos zur Verfügung.

## Weitere Einrichtungen

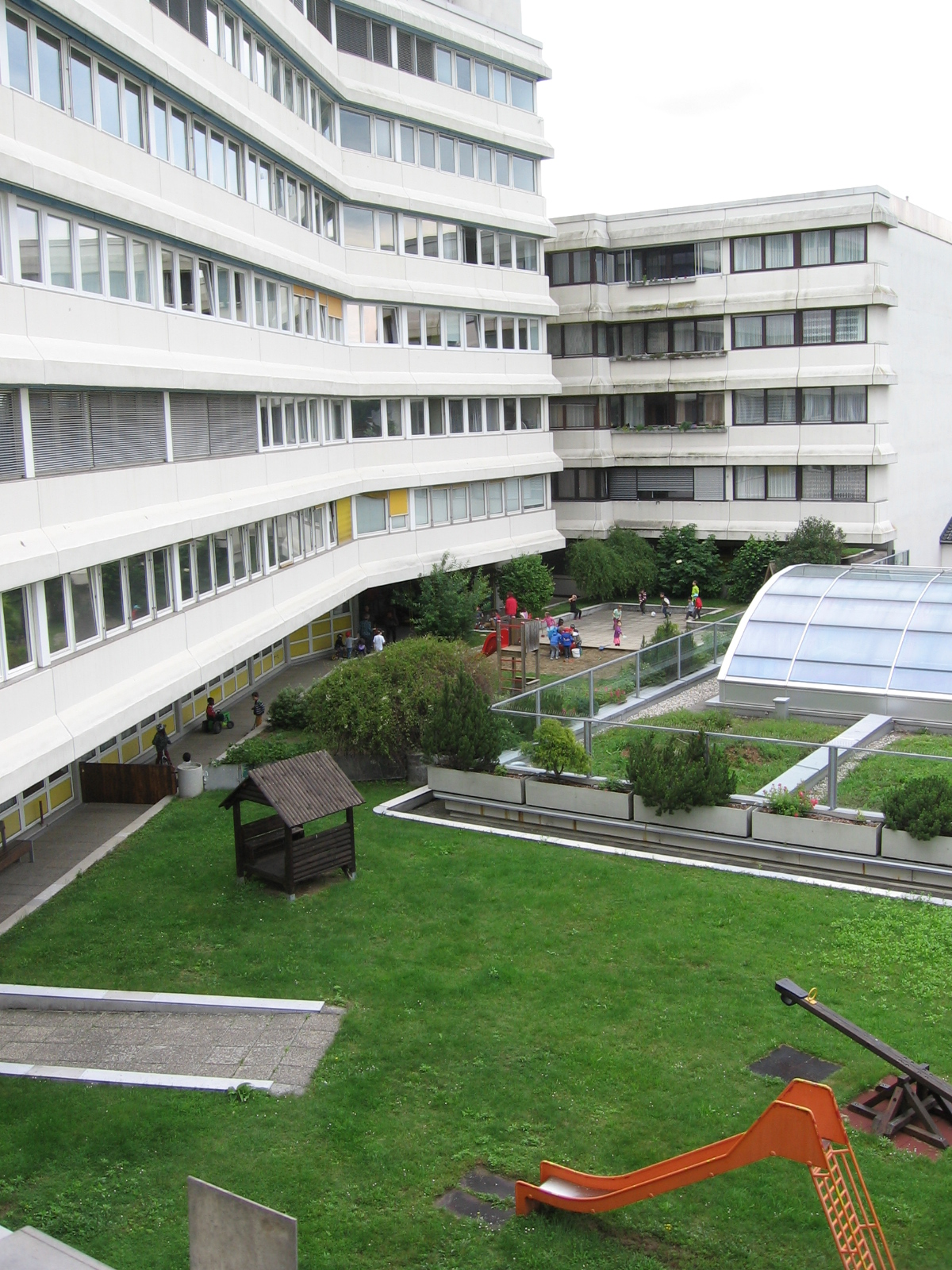
Spielplätze auf der Gartenebene

Neben den Wohnungen und Geschäften befinden sich noch einige weitere Einrichtungen im Lentia 2000:
- Im Herzen des Komplexes die Höhere Bundeslehranstalt (HBLA) Lentia für Produktmanagement und Präsentation und Mode und Bekleidungstechnik
- Der Kindergarten Schwalbennest der Caritas auf der Gartenebene.
- Sitz der FPÖ Oberösterreich
- Seit 2008 die Räumlichkeiten der AIDS-Hilfe Oberösterreich[7]

Bis zum Jahr 2000 befand sich auch die Landes-Jugendherberge in einem der Gebäude.

## Baustil und Bedeutung
Der nach amerikanischem Vorbild errichtete Multifunktions-Komplex, welcher zur Gänze aus Stahlbeton errichtet wurde, ist einmalig in Linz und eine Seltenheit in Österreich. Einzig die multifunktionalen Hochhäuser des Wohnparks Alt-Erlaa in Wien sind mit dem Lentia 2000 vergleichbar. Die in den USA bereits seit langem weit fortgeschrittene Planung von Gebäuden, die so viele Einrichtungen wie möglich unter einem Dach vereinen sollten, um die zurückzulegenden Wege so gering wie möglich zu halten (Paradebeispiel Marina City in Chicago), war in Österreich Anfang der 1970er-Jahre noch relativ unbekannt, weshalb man sich veranlasst sah, dem Projekt Lentia 2000 zuzustimmen. Schon allein der Name lässt vermuten, dass hinter dem Projekt mehr als einfach nur Schaffung von Wohnraum und Arbeitsplätzen stand. Man wollte einen Blick in die Zukunft wagen, bzw. meinte man, das Konzept des Wohnhauses der Zukunft gefunden zu haben. Zumindest wollte man es versuchen. Der höchste Turm besaß anfangs einen – für Österreich untypischen – Wäscheschacht, durch den schmutzige Kleidung direkt in die Waschräume im Keller befördert wurde. Dieser wurde allerdings nach unbestimmter Zeit geschlossen.

## Sonstiges
Mit der technischen Betriebsführung war von 2001 bis September 2006 die VA Tech Elin EBG betraut; seit Oktober 2006 ist die Tiefenbacher Facility GmbH, Traun dafür zuständig.
1978 gab es ein Ansuchen um die Einspeisung von Kabelfernsehen in das Netz der Wohnhausanlage „Lentia 2000“ in Linz, welches wegen des damaligen ORF-Monopols, das gesetzlich festgelegt war, abgelehnt wurde.
Daraufhin gab es eine Beschwerde beim Europäischen Gerichtshof für Menschenrechte, welcher den Fall zum Europäischen Gerichtshof weiterleitete.
Das Urteil sah eine zwingende Notwendigkeit einer Marktöffnung der österreichischen Rundfunklandschaft vor.